# Del Norte County
Del Norte County er et amt beliggende i det yderste nord-vestlige hjørne af den amerikanske delstat Californien, grænsende til nabostaten Oregon og Stillehavet. Hovedbyen i amtet er Crescent City, som også er eneste "incorporated" by. I år 2010 havde amtet 28.610 indbyggere.
Store dele af Del Norte er dækket af skovområder, hvor nogle af verdens største træer, rødtræer, vokser.

## Historie
Det område der nu er kendt som Del Norte, var og er stadig beboet af Yurok-folket (Klamath River-indianere). Den første europæisk-amerikanske person, der udforskede dette stykke land, var pioner Jedediah Smith i midten af det 19. århundrede. For ham var det i bogstavelig forstand "Lands End", hvor det amerikanske kontinent sluttede ved Stillehavet. I 1855 godkendte Kongressen opbygningen af et fyrtårn udfor kysten af Crescent City. Dette fungerer i dag som museum. 
Del Norte County blev etableret i 1857.

## Geografi
Ifølge United States Census Bureau er Del Nortes totale areal 3.185,0 km² hvoraf de 574,8 km² er vand. 

### Grænsende amter
- Humboldt County - syd
- Siskiyou County - øst
- Josephine County - nordøst
- Curry County, Oregon - nord